# Евклід
Евклі́д (грец. Ευκλείδης; близько 325[джерело?] — близько 270 до н. е.) — давньогрецький математик і визнаний основоположник математики, автор перших теоретичних трактатів з математики, що дійшли до сучасності.

## Життєпис
Біографічних даних про життя Евкліда майже не збереглося. Відомо, що народився він в Афінах, жив в Александрії при Птолемеї І, царювання якого припадає на 306—283 роки до н. е. Вважають, що Евклід вчився в Афінах і був учнем Платона. Більшість афінських геометрів були послідовниками Платона, проте цього не можна сказати про Евкліда. Як розповідає Папп Александрійський (друга половина ІІ ст. н. е.), Евклід заснував в Александрії свою школу. Папп повідомляє також, що Евклід був м'якою і люб'язною людиною з усіма, хто міг хоча б у найменшій мірі сприяти розвитку математичних наук.
Евклід є автором найдавніших трактатів з математики, що збереглись до сьогодення. У них підсумовано досягнення давньогрецької математики. Наукова діяльність Евкліда проходила в Александрійській бібліотеці — суспільній інституції, що являла собою бібліотечний, науковий, навчальний, інформаційно-аналітичний і культурологічний комплекс.
Основна праця Евкліда «Начала» (грец. Στοιχεῖα у латинізованому варіанті — лат. Elementa, «Елементи») складається із серії книжок, у яких міститься систематизований виклад геометрії, а також деяких питань теорії чисел. «Начала» відіграли винятково важливу роль у подальшому розвитку математичної науки. Історичне значення цієї праці полягає в тому, що в ній уперше здійснено спробу логічної побудови геометрії на основі аксіоматики. Зміст «Начал» свідчить про велику повагу їх автора до традиції, оскільки він зберіг у них деякі поняття, які в його час не вживались.
Прокл (412—485 рр. н. е) розповідає, нібито Птолемей І запитав Евкліда, чи немає коротшого шляху для розуміння геометрії, ніж той, який викладений в «Началах», на що Евклід відповів: «В геометрії немає царського шляху!»
Мав також роботи з астрономії, оптики, теорії музики.
У трактатах «Оптика» (грец. ὀπτικά) і «Катоптика» (грец. κατοπτρικά) Евклід описує результати своїх досліджень з оптики. Слідом за Платоном він визнає теорію зорових променів у вигляді прямих ліній. Сформулював закон прямолінійного поширення світла. У своїх працях розглядав утворення тіні, отримання зображення за допомогою малих отворів, явища, пов'язані з відбиттям променів від плоских і сферичних дзеркал, що дає підстави вважати Евкліда основоположником геометричної оптики.
Евклід дає опис монохорда — однострунного приладу для визначення висоти тону звучання струни та її частин. Вважають, що монохорд придумав Піфагор, а Евклід лише детально описав його («Ділення канону»). Евклід із властивим йому завзяттям займався числовою системою інтервальних відношень у музиці. На основі цих математичних досліджень, згодом, замість однієї струни стали використовувати дві або три. Так було покладено початок створенню клавішних інструментів: клавесина а згодом фортепіано.

## «Начала»

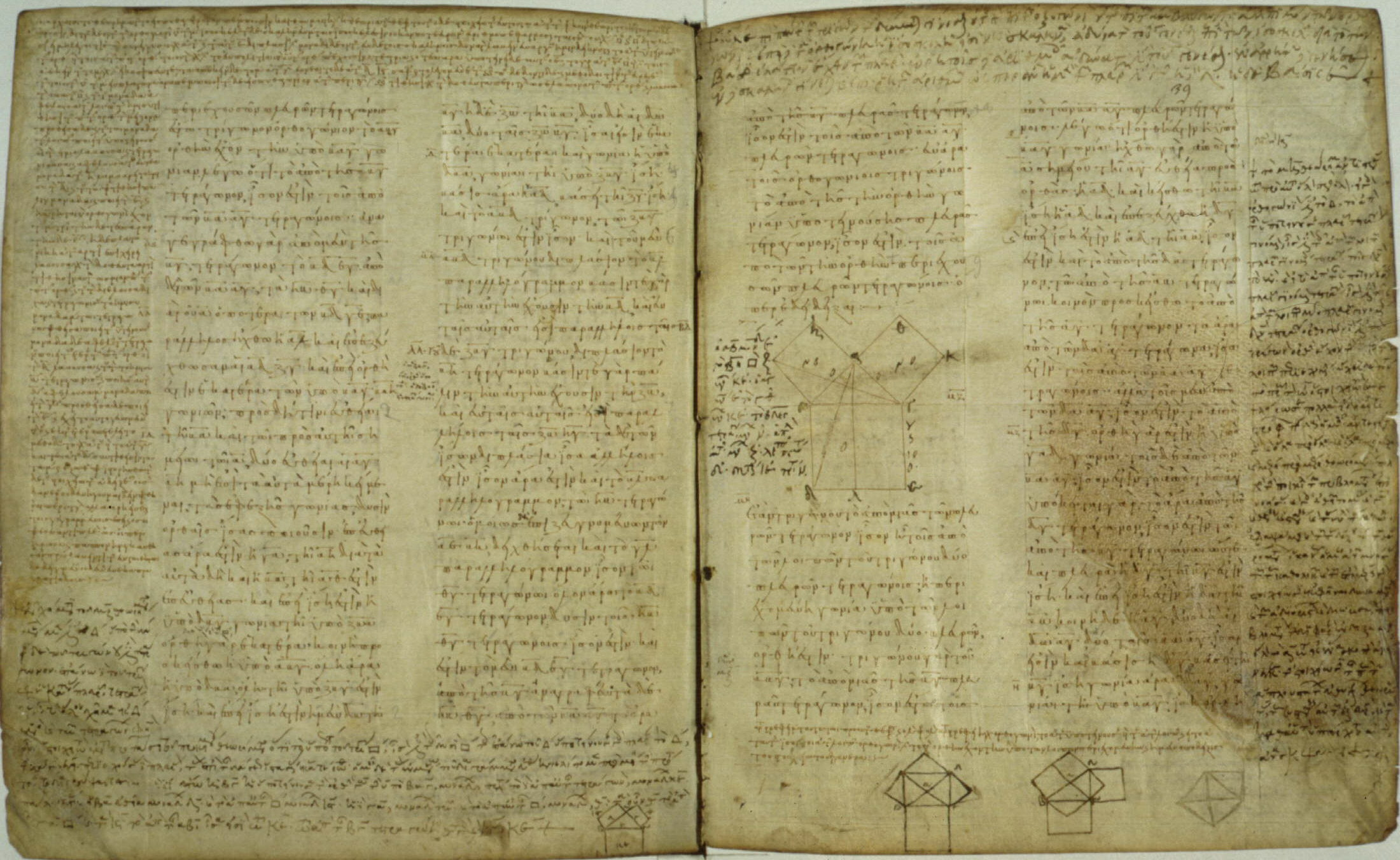
Ватиканський манускрипт, т. 1, 38v — 39r. Euclid I prop. 47 (теорема Піфагора)

Евклідова побудова правильного додекаедра на основі куба

Анімація побудови додекаедра шляхом розміщення його граней на ребрах куба

Основний твір Евкліда називається «Начала». Книги з такою ж назвою, в яких послідовно викладалися всі основні факти геометрії і теоретичної арифметики, складалися раніше Гіппократом Хіоським, Леонтом і Февдієм. Проте «Начала» Евкліда витіснили всі ці твори з ужитку і протягом більш ніж двох тисячоліть залишалися базовим підручником геометрії. Створюючи свій підручник, Евклід включив у нього багато з того, що було створене його попередниками, обробивши цей матеріал і звівши його воєдино.
«Начала» складаються з тринадцяти книг. Перша та деякі інші книги містять на початку списки визначень. У першій книзі подається 23 попередніх визначення об'єктів геометрії: наприклад, «точка — це те, що не має частин»; «лінія — це довжина без ширини»; «пряма лінія — це та, що однаково розташована відносно точок на ній». Уводяться визначення кута, площини, квадрата, кола, сфери, призми, піраміди, п'яти правильних многогранників тощо. Далі подано п'ять постулатів і дев'ять аксіом. Як правило, постулати задають базові побудови (наприклад, «потрібно, щоб через будь-які дві точки можна було провести пряму»), а аксіоми — загальні правила виведення при операції з величинами (наприклад, «якщо дві величини дорівнюють третій, вони рівні між собою»). З сучасної точки зору, різниці між постулатами і аксіомами нема. Система аксіом Евкліда послужила базисом для логічного виведення (ґрунтуючись і на постулатах із визначеннями) решти 465 теорем і задач «Начал» утворюючи разом із постулатами Евкліда конструктивний «каркас» геометрії Евкліда.
У I книзі вивчаються властивості трикутників і паралелограмів; цю книгу вінчає знаменита теорема Піфагора для прямокутних трикутників. Книга II, виходить від піфагорійців, присвячена так званій «геометричній алгебрі». У III і IV книгах висловлюється геометрія кіл, а також вписаних і описаних багатокутників; при роботі над цими книгами Евклід міг скористатися творами Гіппократа Хіосського. У V книзі вводиться загальна теорія пропорцій, побудована Евдоксом Кнідським, а в VI книзі вона додається до теорії подібних фігур. VII—IX книги присвячені теорії чисел і знов посилаються до піфагорійців; автором VIII книги, можливо, був Архіт Тарентський. У цих книгах розглянуто теореми про пропорції і геометричні прогресії, введено метод для знаходження найбільшого загального дільника двох чисел (відомий нині як алгоритм Евкліда), подано метод побудови ряду парних досконалих чисел, доведено нескінченність множини простих чисел. У X книзі, що є найоб'ємнішою і найскладнішою частиною «Начал», побудовано класифікацію ірраціональностей; можливо, що її автором є Теєтет Афінський. XI книга містить основи стереометрії. У XII книзі за допомогою методу вичерпання доводяться теореми про співвідношення площ кіл, а також об'ємів пірамід і конусів; автором цієї книги за загальним визнанням є Евдокс Кнідський. Нарешті, XIII книгу присвячено побудові п'яти правильних багатогранників; вважається, що частину побудов розробив Теєтет Афінський.
У рукописах, що дійшли до нас, до цих тринадцяти книг додані ще дві. XIV книга належить александрійцю Гипсиклу (близько 200 р. до н. е.), а XV книгу створено за життя Ісидора Мілетського, архітектора храму св. Софії в Константинополі (початок VI ст. н. е.).
«Начала» надають загальну основу для подальших геометричних трактатів Архімеда, Аполлонія та інших античних авторів; доведені в них припущення вважаються загальновідомими. Коментарі до «Начал» в античності складали Герон, Порфирій, Папп, Прокл, Симплікій. Зберігся коментар Прокла до I книги, а також коментар Паппа до X книги (у арабському перекладі). Від античних авторів коментаторська традиція переходить до арабів, а потім і до Середньовічної Європи.
У створенні і розвитку науки Нового часу «Начала» також зіграли важливу ідейну роль. Вони залишалися зразком математичного трактату, що строго і систематично висловлює основні положення тієї або іншої математичної науки.
Зазвичай про «Начала» кажуть, що після Біблії це найпопулярніша писемна пам'ятка старовини. Протягом двох тисяч років вона була настільною книгою школярів, використовувалася як початковий курс геометрії. «Начала» користувалися винятковою популярністю, і з них було знято безліч копій працьовитими переписувачами. Згодом «Начала» з папірусу перейшли на пергамент, а потім на папір. Протягом чотирьох століть від винайдення книгодрукування «Начала» видавалися близько 2500 разів: в середньому виходило щорічно 6—7 видань.

## Інші твори Евкліда
З інших творів Евкліда збереглися:
- Дані (Евклід)[en] (грец. δεδομένα) — про те, що є необхідним, щоб задати фігуру;
- Про розділення фігур (грец. περὶ διαιρέσεων) — збереглося частково і лише в арабському перекладі; дає ділення геометричних фігур на частини, рівні або в заданому відношенні між собою;
- Явища (грец. φαινόμενα) — застосування сферичної геометрії до сферичної астрономії, дуже схожий на трактат «Про рухому сферу» Автоліка з Пітани, що працював близько 310 року до н. е.;
- «Оптика» (грец. ὀπτικά) — найдавніша з тих, що збереглися, наукова робота про перспективу. У роботі Евклід спирається на традицію, що йде ще з часів Платона, про те, що зір працює завдяки особливим зоровим променям, що виходять з очей. У роботі Евклід пов'язує видимий розмір тіл із їхнім кутовим розміром, а також досліджує видимі форми циліндра і конуса, при розгляданні їх із різних кутів. Також, в одній з задач він доводить цікаву теорему про те, що для будь-яких неоднакових тіл існує точка, з якої їхні видимі розміри є рівними.

По коротких описах відомі:
- Порізми (грец. πορίσματα) — про умови, що визначають криві;
- Конічні перетини (грец. κωνικά) —трактат про конічні перетини, що пізніше був доопрацьований Аполлонієм Перзьким у своєму відому творі. Згідно з Паппом, Аполлоній завершив чотири книги Евкліда про конічні перетини, і, додавши чотири своїх, опублікував восьмитомник. Нова книга швидко витіснила попередницю, і, вже в часи Паппа роботи Евкліда було втрачено;
- Поверхневі місця (грец. τόποι πρὸς ἐπιφανείᾳ) — про властивості конічних перетинів;
- Псевдарія (грец. ψευδαρία) — про помилки в геометричних доказах;
- Начала музики (грец. κατὰ μουσικὴν στοιχειώσεις).

Евкліду приписуються також:
- Катоптрика[en] (грец. κατοπτρικά) присвячена математичній теорії дзеркал, зображенням утвореним на пласких та на сферичних дзеркалах; збереглася обробка Теона Александрійського[12];
- Ділення канону (грец. κατατομὴ κανόνος) — трактат з математичних основ музичної теорії, велика частина якого створена Архитом Тарентським. / Пер. А. И. Щетникова [Архівовано 6 травня 2008 у Wayback Machine.] опублікований у книзі «Піфагорійська гармонія: дослідження і тексти». Новосибірськ: АНТ, 2005, с. 81—96.

## Евклід і антична філософія
Вже з часів піфагорійців і Платона арифметику, музику, геометрію і астрономію (так звані «математичні» науки) розглядали як зразок систематичного мислення і попереднього ступеня для вивчення філософії. Не випадково виник переказ, згідно з яким над входом у платонівську Академію був поміщений напис «Та не увійде сюди той, що не знає геометрії».
Геометричні креслення, на яких при проведенні допоміжних ліній неявна істина стає очевидною, служать ілюстрацією для вчення про пригадування, розвиненого Платоном у Меноні і інших діалогах. Твердження геометрії тому і називаються теоремами, що для збагнення їхньої істини потрібно сприймати креслення не простим плотським зором, але «очима розуму». Всяке ж креслення до теореми є ідеєю: ми бачимо перед собою цю фігуру, а ведемо міркування і робимо висновки відразу для всіх фігур одного з нею вигляду.
Деякий «платонізм» Евкліда пов'язаний також із тим, що в Тімеї Платона розглянуто вчення про чотири елементи, яким відповідають чотири правильні багатогранники (тетраедр — вогонь, октаедр — повітря, ікосаедр — вода, куб — земля), п'ятий же багатогранник, додекаедр, «дістався в долю фігурі всесвіту». У зв'язку з цим Начала можна розглядати як розгорнене зі всіма необхідними посилками і зв'язками вчення про побудову п'яти правильних багатогранників — так званих «платонових тіл», що завершується доказом того факту, що інших правильних тіл, окрім цих п'яти, не існує.
Для аристотелівського вчення про доказ, розвиненого в Другій аналітиці, Начала також надають багатий матеріал. Геометрію в Началах побудовано як вивідну систему знань, в якій всі пропозиції послідовно виводяться одна за іншою по ланцюжку, що спирається на невеликий набір початкових тверджень, прийнятих без доказу. Згідно з Арістотелем, такі початкові твердження повинні бути, оскільки ланцюжок висновку повинен десь починатися, щоб не бути нескінченним. Далі, Евклід прагне доводити твердження загального характеру, що теж відповідає улюбленому прикладу Арістотеля: «якщо всякому рівнобедреному трикутнику властиво мати кути, в сумі рівні двом прямим, то це властиво йому не тому що він рівнобедрений, а тому що він трикутник» (An. Post. 85b12).

## Література

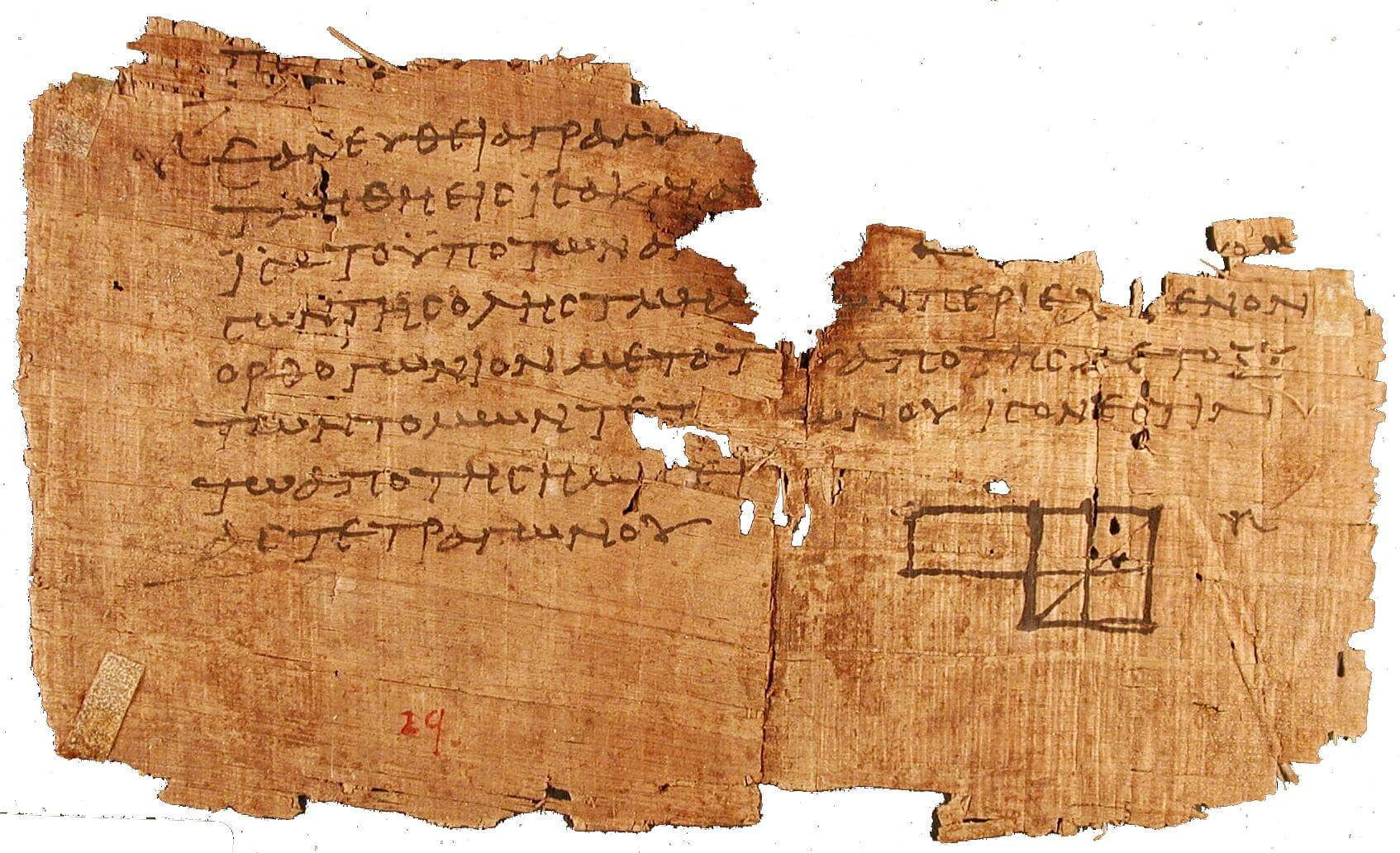
Папірус Oxyrhynchus 29 (P.Oxy.I 29) — фрагмент другого тому «Начал» (5-та теза) грецькою мовою, що датується кінцем III, поч IV ст. н. е. (за деякими дослідженнями 75—125 роки н. е.) з музею Пенсильванського університету (E 2748)

Euclidis quae supersunt omnia (1704)

## Названі на честь Евкліда

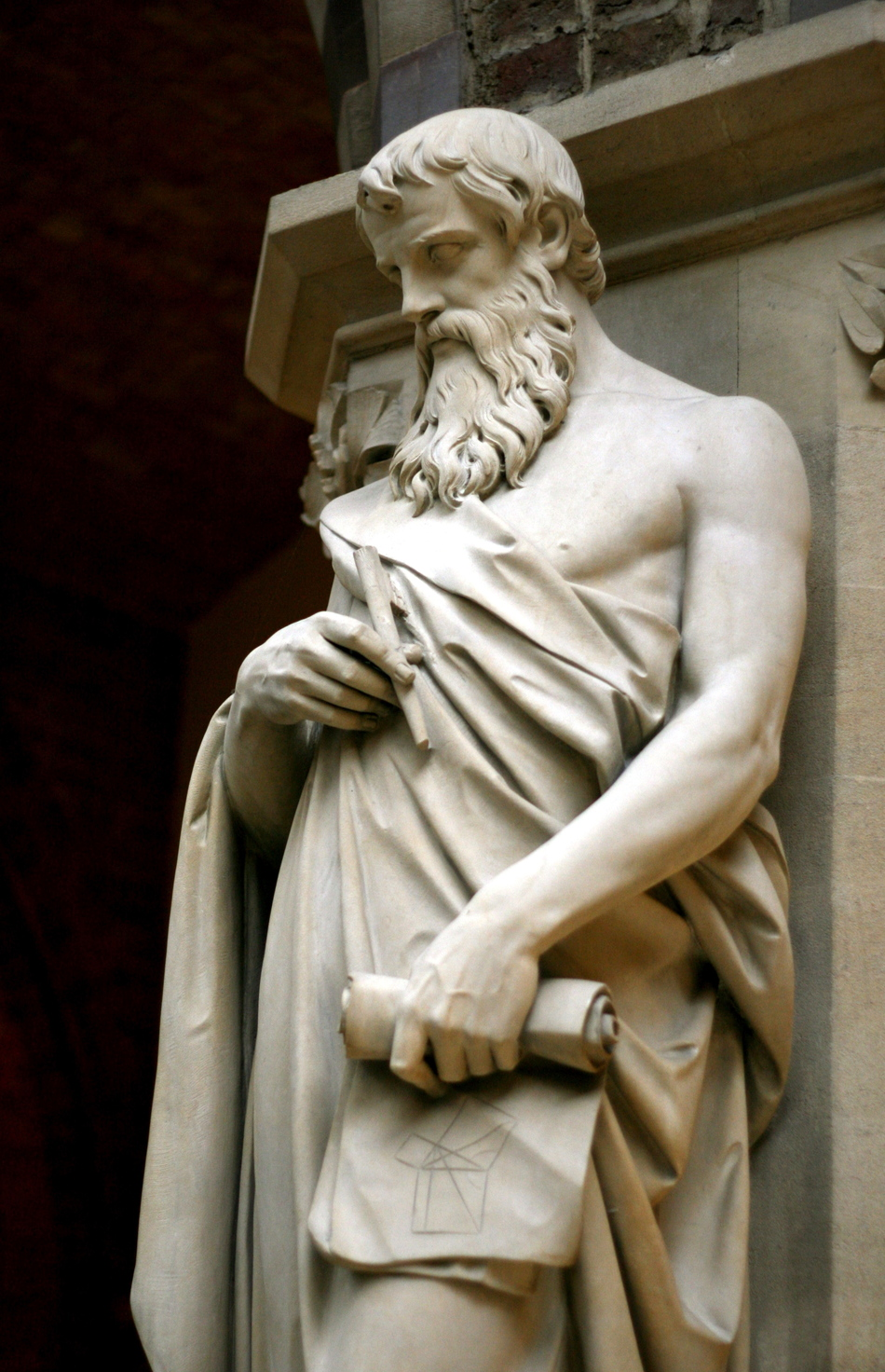
Статуя Евкліда в Музеї природничої історії Оксфордського університету

- Евклідова геометрія
- Евклідова відстань
- Евклідова норма
- Евклідове кільце
- Евклідів простір
- Евклідів сад
- Алгоритм Евкліда
- Аксіома паралельності Евкліда
- астероїд 4354 Евклід

### Сучасні видання творів Евкліда
- Начала Евклида. Пер. и комм. Д. Д. Мордухай-Болтовского при ред. участии И. Н. Веселовского и М. Я. Выгодского. В 3 т. М.: ГТТИ, 1949—50.

- Книги I—VI на www.math.ru [Архівовано 6 жовтня 2015 у Wayback Machine.] або на mccme.ru
- Книги VII—X на www.math.ru [Архівовано 6 жовтня 2015 у Wayback Machine.] або на mccme.ru
- Книги XI—XIV на www.math.ru [Архівовано 6 жовтня 2015 у Wayback Machine.] або на mccme.ru

- Euclidus Opera Ominia. Ed. I. L. Heiberg[da] & H. Menge. 9 vols. Leipzig: Teubner, 1883—1916.

- Vol. I—IX на www.wilbourhall.org [Архівовано 16 липня 2011 у Wayback Machine.]

- Heath T. L.[en] The thirteen books of Euclid's Elements. 3 vols. Cambridge UP, 1925. Editions and translations: Greek (ed. J. L. Heiberg) [Архівовано 17 вересня 2008 у Wayback Machine.], English (ed. Th. L. Heath) [Архівовано 1 травня 2008 у Wayback Machine.]
- Euclide. Les éléments. 4 vols. Trad. et comm. B. Vitrac; intr. M. Caveing. P.: Presses universitaires de France, 1990—2001.

### Античні коментарі
- Прокл Діадох. Комментарии к первой книге «Начал» Евклида. Введение. Пер. и комм. Ю. А. Шичалина. М.: ГЛК, 1994.
- Thompson W. Pappus’ commentary on Euclid's Elements. Cambridge, 1930.

### ПроНачалаЕвкліда
- Алимов Н. Г. Величина и отношение у Евклида. Историко-математические исследования, вып. 8, 1955, с. 573—619.
- Башмакова И. Г. Арифметические книги «Начал» Евклида. Историко-математические исследования, вып. 1, 1948, с. 296—328.
- Ван дер Варден Б. Л. Пробуждающаяся наука. М.: Физматгиз, 1959.
- Выгодский М. Я. «Начала» Евклида. Историко-математические исследования, вып. 1, 1948, с. 217—295.
- Каган В. Ф. Евклид, его продолжатели и комментаторы. В кн.: Каган В. Ф. Основания геометрии. Ч. 1. М., 1949, с. 28—110.
- Раик А. Е. Десятая книга «Начал» Евклида. Историко-математические исследования, вып. 1, 1948, с. 343—384.
- Родин А. В. Математика Евклида в свете философии Платона и Аристотеля. М.: Наука, 2003.
- Цейтен Г. Г. История математики в древности и в средние века. М.-Л.: ОНТИ, 1938.
- Щетников А. И. Вторая книга «Начал» Евклида: её математическое содержание и структура. Историко-математические исследования, вып. 12(47), 2007, с. 166—187.
- Щетников А. И. Сочинения Платона и Аристотеля как свидетельства о становлении системы математических определений и аксиом. ΣΧΟΛΗ, вып. 1, 2007, c. 172—194.
- Artmann B. Euclid's «Elements» and its prehistory. Apeiron, v. 24, 1991, p. 1-47.
- Brooker M.I.H., Connors J. R., Slee A. V. Euclid. CD-ROM. Melbourne, CSIRO-Publ., 1997.
- Burton H.E. The optics of Euclid. J. Opt. Soc. Amer., v. 35, 1945, p. 357—372.
- Itard J. Lex livres arithmetiqués d'Euclide. P.: Hermann, 1961.
- Fowler D.H. An invitation to read Book X of Euclid's Elements. Historia Mathematica, v. 19, 1992, p. 233—265.
- Knorr W.R. The evolution of the Euclidean Elements. Dordrecht: Reidel, 1975.
- Mueller I. Philosophy of mathematics and deductive structure in Euclid's Elements. Cambridge (Mass.), MIT Press, 1981.
- Schreiber P. Euklid. Leipzig: Teubner, 1987.
- Seidenberg A. Did Euclid's Elements, Book I, develop geometry axiomatically? Archive for History of Exact Sciences, v. 14, 1975, p. 263—295.
- Taisbak C.M. Division and logos. A theory of equivalent couples and sets of integers, propounded by Euclid in the arithmetical books of the Elements. Odense UP, 1982.
- Taisbak C.M. Colored quadrangles. A guide to the tenth book of Euclid's Elements. Copenhagen, Museum Tusculanum Press, 1982.
- Tannery P. La géometrié grecque. Paris: Gauthier-Villars, 1887.

### Про інші твори Евкліда
- Зверкина Г. А. Обзор трактата Евклида «Данные». // Математика и практика, математика и культура. М., 2000, С. 174—192.
- Ильина Е. А. О «Данных» Евклида. // Историко-математические исследования, вып. 7(42), 2002, С. 201—208.
- Berggren J.L., Thomas R.S.D. Euclid's Phaenomena: a translation and study of a Hellenistic treatise in spherical astronomy. NY, Garland, 1996.
- Schmidt R. Euclid's Recipients, commonly called the Data. Golden Hind Press, 1988.
- Barbera A. The Euclidian Division of the Canon: Greek and Latin Sources // Greek and Latin Music Theory. Vol. 8. Lincoln: University of Nebraska Press, 1991.